# Loxops
Loxops is een geslacht van zangvogels uit de vinkachtigen (Fringillidae).

## Soorten
Het geslacht kent de volgende soorten
- Loxops caeruleirostris – Akekee
- Loxops coccineus – Hawaii-akepa
- Loxops mana – Hawaiikruiper
- Loxops ochraceus – Maui-akepa
- † Loxops wolstenholmei – Oahu-akepa